# 入山杏奈
入山 杏奈（いりやま あんな、1995年〈平成7年〉12月3日 - ）は、日本の女優、YouTuberであり、日本とメキシコを拠点に活動している（在住はメキシコ）。女性アイドルグループAKB48の元メンバーである。『VoCE』のレギュラーモデル。
千葉県出身。太田プロダクション所属。

## 来歴

### AKB48加入〜チーム4へ
2010年3月、AKB48 第10期研究生オーディションに合格し、6月22日に劇場デビュー。
2011年7月23日、『AKB48 コンサート よっしゃぁ〜行くぞぉ〜!in西武ドーム』の2日目の公演において研究生からチーム4への昇格が発表される。同年12月17日、加藤玲奈・前田亜美とともに香港・西九龍中心で開催された握手会・イベントに参加。

### 太田プロ移籍〜チームAへ

#### 2012年
3月25日、コンサート『業務連絡。頼むぞ、片山部長! inさいたまスーパーアリーナ』の3日目の公演において、当時の所属事務所であったAKSから太田プロダクションへの移籍打診があったことが発表され、5月に正式移籍する。
3月27日、ワシントンD.C.で開催された全米桜祭りのイベント『日本の元気をアピールしたい!』において、「ヘビーローテーション」の前田敦子ポジションを務めた。
5月2日 - 5月14日、『AKB48 ネ申テレビ』の企画で撮影した写真作品が、第86回国展写真部入選を果たし、同じく入選となった竹内美宥とともに国立新美術館に作品が展示される。
5月23日発売の26thシングル「真夏のSounds good !」で初めてシングル表題曲の選抜メンバー入りすることが、3月24日に開催されたコンサート『業務連絡。頼むぞ、片山部長! inさいたまスーパーアリーナ』の2日目の公演において発表される。
8月24日に開催された『AKB48 in TOKYO DOME 〜1830mの夢〜』初日公演において、チーム再編に伴うチームAへの異動とチーム4の消滅が発表される。
9月24日に放送の『豪華!秋の歌祭り!HEY!HEY!HEY!お台場から生放送スペシャル!!』に川栄李奈・加藤玲奈との3人のユニット「アンリレ」として出演し、10月17日発売の「意気地なしマスカレード」を「指原莉乃 with アンリレ」として4人で初披露する。
11月1日、チームAに異動。11月2日、チームAウェイティング公演のスターティングメンバーとして新チームでの活動を開始する。

#### 2013年
5月21日から6月7日にかけて投票が実施された『AKB48 32ndシングル 選抜総選挙』で30位となり、アンダーガールズに選出される。

### 握手会傷害事件〜女優・モデルとして

#### 2014年
5月25日、岩手県滝沢市の岩手産業文化センターで開催された握手会で、刃物を持った暴漢に襲われ、右手の指の裂傷と骨折、頭部の裂傷のけがを負う。この事件では川栄とスタッフ1名も負傷した。詳細については『AKB48握手会傷害事件』を参照。6月30日、事件後初めてAKB48劇場で行われたチームA「恋愛禁止条例」公演の開演前のMCに登場した。
5月20日から6月6日にかけて投票が実施された『AKB48 37thシングル 選抜総選挙』で20位となり、アンダーガールズに選出される。6月7日の開票イベントは、けがの療養中のため欠席していたが、電話を通じてコメントした。
7月5日公開の映画『青鬼』で映画初出演にして初主演を務める。
9月1日から5日にかけて放送のドラマ『結婚させてください!! エピソード3「愛とトマト」』（NOTTV）にて初めてドラマの主演を務める。
11月12日発売のピーチ・ジョンのカタログ『PEACH JOHN 2014 Winter vol.91』で初めて下着モデルを務める。

#### 2015年
2月13日、入山の生誕祭が行われたチームA「恋愛禁止条例」公演で、9か月ぶりに劇場公演に復帰する。

#### 2016年
5月31日から6月18日にかけて投票が実施された『AKB48 45thシングル 選抜総選挙』に2年ぶりに立候補して18位となり、アンダーガールズに選出される。

#### 2017年
3月22日に1stソロ写真集『美しい罪』を発売。
12月22日発売の美容雑誌『VOCE』2018年2月号より、同誌のレギュラーモデルを務める。

### メキシコ留学〜AKB卒業

#### 2017年
3月10日に行われた『AKB48グループ センター試験』において、メキシコの新テレビドラマシリーズ『Like』に日本人キャストとして出演するため、4月から1年間メキシコに留学することが発表された。4月1日にさいたまスーパーアリーナで開催された出発前最後のコンサートとなる『AKB48単独コンサート〜ジャーバージャって何？〜』に出演し、夜公演のアンコールでは入山の壮行会が行われた。その後、1年間の予定であった留学期間を終えた後もメキシコを拠点とした活動を継続した。

#### 2019年
4月12日、YouTubeに個人チャンネルをオープン。翌2020年1月にはチャンネル登録者数が10万人を突破したが、同年3月頃より新型コロナウイルス感染症の世界的流行により日本に帰国。

#### 2022年
1月4日、自身のYouTube配信で、グループを卒業することを発表した。同年3月16日にAKB48劇場で卒業公演を行い、3月17日をもってAKB48メンバーとしての活動を終了。同4月3日、ぴあアリーナMMで行われたライブ『AKB48 LIVE SHOW〜AKBINGO! THE FINAL サヨナラ毛利さん〜』内にて、加藤玲奈とともに改めて卒業セレモニーを行った。その後は再びメキシコに拠点を置き、女優活動を行っている。
12月、27歳の誕生日を迎えてしばらくして日本へ帰国。

#### 2024年
10月5日、日本テレビ系「潜入兄妹 特殊詐欺特命捜査官」でAKB48卒業後初のテレビドラマ出演を果たす。

## 人物
愛称は、あんにん。
落ち着いた雰囲気と整った顔立ち、目力の強さが特徴であり「クールビューティー」と称される。そのようなクールなイメージの一方で、横山由依によれば「クールに見えるが、実はなかなかのポンコツ」で、腹筋を割ろうとして何故か首を痛める他、天然な一面もあるという。また、パフォーマンスやダンスに対してファンから「やる気がない」という印象を持たれることもあったというが、2016年に舞台で初共演した宅間孝行は1か月間の稽古前のトレーニングや一人で発声練習をするなど努力を重ねていたことから「感激した。根性はある」と入山を評価している。
好きな食べ物は「お母さんのコロッケ」、イチゴ。入山いわく、キャッチフレーズは後述の通り黒歴史であるが、イチゴは本当に好きである。またニックネームは「あんにん」だが、杏仁豆腐は苦手としている。
映画が好きで洋画を見ることが多く、特に1980年代のフランス映画を好み、『ローマの休日』のオードリー・ヘプバーンと『アリス・イン・ワンダーランド』のミア・ワシコウスカ、『スイミング・プール』のリュディヴィーヌ・サニエ、『バイオハザード』のミラ・ジョヴォヴィッチといった憧れている映画ヒロインのコスプレを披露したり、あまり見に行かないジャンルのアメコミ映画の『デッドプール』を映画館で見て楽しかったと発言している。日本映画では『そこのみにて光輝く』などで知られる呉美保監督作品のファンである。また、映画のサントラを聞くのも好きで『アバウト・タイム〜愛おしい時間について〜』や『ラ・ラ・ランド』は作品も好きでサントラもよく聞く。将来の目標は女優になること。
2013年4月20日放送分『めちゃ×2イケてるッ!』のスペシャル番組『国立め茶の水女子大学付属第48高等学校期末テスト』に出演し1位を獲得。「昔から覚えるのは得意」としている。
特技はフルートの演奏。メキシコ渡航以降もスペイン語の勉強を続けており、2022年にDELEスペイン語検定B1に合格した。
2024年4月18日に運転免許を取得。

### AKB48
基本的に先輩後輩問わず「あんにん」と呼ばれるが、先輩の大家志津香からは「いりあんちゃん」と呼ばれ、横山由依からは「あんちゃん」と呼ばれることがある。
2011年時点でのキャッチフレーズは「イチゴの国からこんにちは。あなたのハートをラブズッキュン! 永遠の15歳、中学3年生の入山杏奈です」であったが、のちに「黒歴史」としている。
親しいAKB48のメンバーは、柏木由紀、小林茉里奈、川栄李奈、木﨑ゆりあ、阿部マリア。

## AKB48での参加楽曲

### シングル選抜楽曲
- 『チャンスの順番』に収録
  - フルーツ・スノウ - 「チーム研究生」名義
- 『桜の木になろう』に収録
  - 黄金センター - 「チーム研究生」名義
- 『Everyday、カチューシャ』に収録
  - アンチ - 「チーム研究生」名義
- 『風は吹いている』に収録
  - 蕾たち - 「チーム4+研究生」名義
- 『上からマリコ』に収録
  - 走れ!ペンギン - 「チーム4」名義
- 『GIVE ME FIVE!』に収録
  - NEW SHIP - 「スペシャルガールズA」名義
- 真夏のSounds good !
- 『ギンガムチェック』に収録
  - あの日の風鈴 - 「ウェイティングガールズ」名義
- 『UZA』に収録
  - 次のSeason - 「アンダーガールズ」名義
  - 孤独な星空 - 「Team A」名義
- 『永遠プレッシャー』に収録
  - とっておきクリスマス
  - 永遠より続くように - 「OKL48」名義
- 『So long !』に収録
  - Waiting room - 「アンダーガールズ」名義
  - Ruby - 「篠田TeamA」名義
- さよならクロール
  - イキルコト - 「Team A」名義
- 『恋するフォーチュンクッキー』に収録
  - 愛の意味を考えてみた - 「アンダーガールズ」名義
- ハート・エレキ
  - キスまでカウントダウン - 「Team A」名義
- 『鈴懸の木の道で「君の微笑みを夢に見る」と言ってしまったら僕たちの関係はどう変わってしまうのか、僕なりに何日か考えた上でのやや気恥ずかしい結論のようなもの』に収録
  - Mosh & Dive
  - Party is over
- 『前しか向かねえ』に収録
  - 昨日よりもっと好き - 「Smiling Lions」名義
- ラブラドール・レトリバー
  - 君は気まぐれ - 「Team A」名義
- 『心のプラカード』に収録
  - 誰かが投げたボール - 「アンダーガールズ」名義
- 希望的リフレイン
  - 従順なSlave - 「Team A」名義
- Green Flash
  - マジすかFight
  - 春の光 近づいた夏
- 『僕たちは戦わない』に収録
  - 君の第二章
- 『ハロウィン・ナイト』に収録
  - ヤンキーマシンガン
- 唇にBe My Baby
  - 365日の紙飛行機
  - やさしい place - 「Team A」名義
  - マドンナの選択 - 「れなっち総選挙選抜」名義
  - 背中言葉
- 君はメロディー
  - LALALAメッセージ - 「AKB48次世代選抜」名義
  - 混ざり合うもの - 「乃木坂AKB」名義
  - M.T.に捧ぐ - 「横山Team A」名義
- 翼はいらない
  - Set me free - 「Team A」名義
- 『LOVE TRIP/しあわせを分けなさい』に収録
  - 光と影の日々
  - 伝説の魚 - 「アンダーガールズ」名義
  - BLACK FLOWER
- ハイテンション
- シュートサイン
- 願いごとの持ち腐れ
  - あの頃の五百円玉
- 11月のアンクレット
- ジャーバージャ
- 『Teacher Teacher』に収録
  - 君は僕の風 - 「AKB48グループ センター試験選抜」名義
  - ロマンティック準備中 - 「Team A」名義
- 『根も葉もRumor』に収録
  - 離れていても
  - ブラックジャガー  - 「First Generation」名義

### アルバム選抜楽曲
- 『ここにいたこと』に収録
  - High school days - 「チーム研究生」名義
  - ここにいたこと 「AKB48+SKE48+SDN48+NMB48」名義
- 『1830m』に収録
  - 直角Sunshine - 「チーム4」名義
  - いつか見た海の底 - 「Up-and-coming girls」名義
  - やさしさの地図
  - 青空よ 寂しくないか? - 「AKB48+SKE48+NMB48+HKT48」名義
- 『次の足跡』に収録
  - 確信がもてるもの - 「Team A」名義
  - 僕は頑張る
  - わたし リーフ
  - ぽんこつブルース
- 『ここがロドスだ、ここで跳べ!』に収録
  - 愛の存在
  - Oh! Baby! -「高橋Team A」名義
  - ここがロドスだ、ここで跳べ!
- 『0と1の間』に収録
  - Clap - 「Team A」名義
  - ロザリオ
- 『サムネイル』に収録
  - あの日の自分
  - 誕生日TANGO
- 『僕たちは、あの日の夜明けを知っている』に収録
  - 靴紐の結び方
  - キスキャンペーン

### その他の参加楽曲
シングル『初恋は実らない』（おじゃる丸シスターズ名義、2011年5月11日発売）
- 初恋は実らない
- かたつむり〜おじゃる丸シスターズ・バージョン〜

シングル『意気地なしマスカレード』（「指原莉乃 with アンリレ」名義）
- 意気地なしマスカレード - 歌唱はなし、ダンスのみの参加。「指原莉乃センターver.」（Type-Bの付属DVDに収録）と「川栄李奈センターver.」（Type-Aの付属DVDに収録）のミュージック・ビデオに出演。

### 劇場公演ユニット曲
研究生「シアターの女神」公演
- ロッカールームボーイ
- 初恋よ こんにちは

チームB 5th Stage「シアターの女神」
- ロマンスかくれんぼ（前座ガール）
- ロッカールームボーイ（石田晴香のアンダー）
- 初恋よ こんにちは（佐藤すみれのアンダー）

チームK 6th Stage「RESET」
- 檸檬の年頃（前座ガールズ）
- 明日のためにキスを（田名部生来のアンダー）

チームA 6th Stage「目撃者」
- ミニスカートの妖精（前座ガールズ）
- ☆の向こう側（岩佐美咲のアンダー）

大場チーム4「僕の太陽」公演
- アイドルなんて呼ばないで（バックダンサー）
- 向日葵[62]

篠田チームA ウェイティング公演
- スカート、ひらり（チームA 1st Stage「PARTYが始まるよ」）
- ガラスのI LOVE YOU（チームA 2nd Stage「会いたかった」）
- 黒い天使（チームA 5th Stage「恋愛禁止条例」、篠田麻里子のアンダー）

横山チームA ウェイティング公演
- 抱きしめられたら（チームK 5th Stage「逆上がり」）

高橋チームA「恋愛禁止条例」公演
- 真夏のクリスマスローズ

チームA 7th Stage「M.T.に捧ぐ」
- She's gone
- リスケ（島崎遥香のユニットアンダー）

「サムネイル」公演
- バケット

## 作品
Like
- Este Movimiento（2018年7月20日）

## 出演

### 映画
- 青鬼（2014年7月5日、AMGエンタテインメント） - 主演・堀川杏奈 役[63]
- AKB shortshorts project 9つの窓「先客あり」（2016年2月6日、キャンター） - 主演・北岡奈々 役[64]
- あいあい傘（2018年10月26日、S・D・P） - 松岡麻衣子 役[65][66]

### テレビドラマ
- マジすか学園2（2011年4月15日 - 7月1日、テレビ東京） - アンナ 役
- マジすか学園3 第4話 - 最終話（2012年8月10日 - 10月5日、テレビ東京） - アンニン 役
- So long ! 第1夜（2013年2月11日、日本テレビ） - 宮内夕希 役
- 結婚させてください!! エピソード3「愛とトマト」（2014年9月1日 - 5日、NOTTV1） - 主演・小池逢 役[67]
- 黒服物語（2014年10月24日 - 12月12日、テレビ朝日） - 聖子 役[68]
- マジすか学園4（2015年1月19日 - 3月30日、日本テレビ） - ヨガ 役
- 64（ロクヨン）（2015年4月18日 - 5月16日、NHK総合） - 三上あゆみ 役[69]
- マジすか学園5 第1話 - 第8話（2015年8月25日 - 9月29日、日本テレビ・Hulu）[注 1] - ヨガ 役[71]
- サイレーン 刑事×彼女×完全悪女 第3話 - 最終話（2015年11月3日 - 12月15日、関西テレビ・フジテレビ系） - レナ 役[72]
- 劇場霊からの招待状 第3話「偶像」（2015年10月24日、TBS） - 主演・新堀可奈 役[73][74]
- AKBホラーナイト アドレナリンの夜 第11話「FAX」（2015年11月12日、テレビ朝日） - 主演・智美 役[75][76]
- AKBラブナイト 恋工場 第3話「雨音の恋」（2016年4月28日、テレビ朝日） - 主演・たかね 役[77]
- キャバすか学園（2016年12月25日 - 2017年1月15日、日本テレビ） - イルカ / ヨガ 役[78]
- 緊急取調室 第5話（2017年5月18日、テレビ朝日） - 福永絵梨 役[56][79][80]
- 定年女子 第1話（2017年7月9日、NHK BSプレミアム） - 受付嬢 役
- 連続ドラマW 不発弾 〜ブラックマネーを操る男〜（2018年6月10日 - 7月15日、WOWOWプライム） - 古賀睦美 役[81]
- 花にけだものシリーズ（フジテレビ） - 大神カンナ 役
  - 花にけだもの（2018年4月24日 - 6月26日）[注 2]
  - 花にけだもの〜Second Season〜（2019年8月27日 - 9月24日）[注 2][82]
- Like, la Leyenda（英語版）（2018年9月10日 - 2019年1月20日、ラス・エストレージャス） - コバヤシ・ケイコ 役[83][84][85][86]
- いいね!光源氏くんシリーズ（NHK総合） - 藤原詩織 役
  - いいね!光源氏くん（2020年4月4日 - 5月23日）[87][88]
  - いいね!光源氏くん し〜ずん2（2021年6月7日 - 28日）
- 潜入兄妹 特殊詐欺特命捜査官（2024年10月5日 - 12月14日、日本テレビ） - 高津美波 役[42]
- ドッペルマリッジ -夫には妻が2人います-（2025年5月8日 - 、読売テレビ） - 主演・森宮理香子 役[89]
- 放送局占拠（2025年7月12日 - 、日本テレビ） - 化け猫 / 高津美波 役[90]

### その他のテレビ番組
- 池上彰の知っておきたい大ベストセラー（2013年6月28日、テレビ朝日・ABCテレビ）[91]
- 世界一役に立つ！大人の社会科見学〜世紀のプロジェクト！はやぶさ2成功の秘密〜（2021年2月28日、テレビ東京） - 生徒 役[92]

### 舞台
- タクフェス 第4弾「歌姫」（2016年9月15日 - 19日、梅田芸術劇場 シアター・ドラマシティ / 9月21日 - 25日、ウインクあいち / 9月30日・10月1日、道新ホール / 10月5日 - 16日、サンシャイン劇場 / 10月22日・23日、キャナルシティ劇場 / 10月29日、電力ホール / 11月3日、新潟市民芸術文化会館） - ヒロイン・岸田鈴 役[93][94]
- 魔女の夜（2021年2月8日 - 13日、渋谷キャスト スペース） - 真島友紀 役[95]
- タクフェス第9弾「天国」（2021年10月22日 - 24日、名古屋市公会堂 / 10月29日・30日、道新ホール / 11月6日、りゅーとぴあ劇場 / 11月20日、電力ホール / 11月24日 - 28日、梅田芸術劇場 シアター・ドラマシティ / 12月1日 - 11日、サンシャイン劇場） - 本郷さゆり 役[96][97]
- 神津恭介シリーズより『呪縛の家』（2023年8月26日 - 9月3日、サンシャイン劇場 / 9月16日・17日、キャナルシティ劇場 / 9月21日 - 24日、サンケイホールブリーゼ） - 卜部土岐子 役[98]
- タクフェス 第11弾『晩餐』（2023年10月7日、飯能市市民会館 大ホール / 10月15日、電力ホール / 11月16日 - 19日、梅田芸術劇場 シアター・ドラマシティ / 11月24日 - 25日、道新ホール / 12月1日 - 3日、名古屋市公会堂 / 12月8日 - 17日、サンシャイン劇場） - 山科舞子 役（高柳明音とのWキャスト）[99][100]
- マーダーミステリーシアター『殺意の代償』（2025年3月16日、品川プリンスホテル クラブeX） - 宮下かなこ 役[101]

### ラジオ
- リッスン? 2-3（2015年12月度・2016年12月度、文化放送） - 月間パーソナリティ
- AKB48 入山杏奈 ひとりぼっちの生放送（2017年3月27日、ニッポン放送）[102]
- まいにちスペイン語 入門編（2022年4月 - 9月、NHKラジオ第2）[103]

### 広告
- 日本クレジット協会『クレジットカード啓発キャンペーン』（2014年4月1日 - 6月30日[104]、2015年4月1日 - 6月30日[105]） - イメージモデル
- 伊藤忠商事・アナイスカンパニー 『UNEEDNOW NEW COLLECTION』（2017年5月16日 - ） - モデル[106]

### ネット配信
- マジすか学園5（2015年8月25日 - 10月27日、Hulu） - ヨガ 役[注 1][71]
- 木﨑ゆりあと入山杏奈のやり過ぎ!サマーSPECIAL!（2016年7月15日、SHOWROOM）[107]
- CROW'S BLOOD（2016年7月23日 - 8月27日、Hulu） - 野尻葵 役[108]
- 花にけだもの（2017年10月30日 - 2018年1月1日、dTV・FOD） - 大神カンナ 役[109]
- 花にけだもの〜Second Season〜（2019年3月23日 - 4月20日、dTV・FOD） - 大神カンナ 役[110]

### イベント
- KANSAI COLLECTION
  - 2017 SPRING＆SUMMER（2017年3月19日、京セラドーム大阪）[111]
  - 2017 AUTUMN＆WINTER（2017年8月30日、京セラドーム大阪）[112]
- SGC SUPER LIVE IN JAPAN 2017（2017年6月27日、横浜アリーナ） - スペシャルゲスト[113]

## 書籍

### 写真集
- 美しい罪（2017年3月22日、幻冬舎）[114][115]

### 雑誌連載
- VoCE（2017年12月22日 - 、講談社） - レギュラーモデル[31]

### Web連載
- POPEYE Web（2021年7月13日 - 8月3日、マガジンハウス） - 1か月限定の週1寄稿コラムを連載。[116]

### カレンダー
- 入山杏奈 2012年カレンダー（2011年11月19日、ハゴロモ）
- 卓上 AKB48-149 入山杏奈 カレンダー2013年（2012年12月7日、ハゴロモ）
- 壁掛 入山杏奈 カレンダー2014年（2013年12月6日、ハゴロモ）
- 卓上 入山杏奈 カレンダー2014年（2013年12月6日、ハゴロモ）
- 壁掛 入山杏奈 カレンダー2015年（2014年12月13日、ハゴロモ）
- クリアファイル付 卓上 入山杏奈 カレンダー 2015年（2014年12月13日、ハゴロモ）